# Anton Hansen Tammsaaremuseet
Anton Hansen Tammsaaremuseet är ett personmuseum i Tallinn i Estland över författaren Anton Hansen Tammsaare.
Anton Hansen Tammsaaremuseet grundades 1978 och ligger i ett trähus från sekelskiftet 1800/1900 på Koidulagatan i stadsdelen Kadriorg. I samma hus ligger Kadriorgs biblioteksfilial. Anton Hansen Tammsaare bodde i huset mellan 1932 och 1940 och skrev där bland annat romanerna Sanning och rättvisa V, Liv och kärlek, Jag älskade tyska, Kungen är kall och Det nya helvetet i helvetet. Författarens våning var en femrumslägenhet på andra våningen och den är idag möblerad i sitt ursprungliga skick. 
Åren 2005–2016 var Anton Hansen Tammsaaremuseet en del av Tallinns stadsmuseum. År 2017 bildades Tallinn litteraturcentrum för att driva Tallinns båda författarmuseer Anton Hansen Tammsaaremuseet och Eduard Vildemuseet.